# ساریق (ازبکستان)
ساریق (به ازبکی: Sariq) یک منطقهٔ مسکونی در ازبکستان است که در شهرستان قزیریق واقع شده‌است. ساریق ۱۳٬۷۰۰ نفر جمعیت دارد و ۳۶۶ متر بالاتر از سطح دریا واقع شده‌است.